# Sense control
Sense control (títol original: Derailed) és una pel·lícula estatunidenca dirigida per Bob Misiorowski l'any 2002. Ha estat doblada al català.

## Argument
Jacques Kristoff és un agent especial que ha d'escortar Galina, una lladre professional, en un tren que va de Bratislava a Múnic. El tren on es troba igualment la família de Kristoff, és segrestat per terroristes que busquen recuperar una arma bio-química robada per Galina. El virus es difon al tren, obligant les autoritats a considerar la seva destrucció si Kristoff no arriba a aturar-lo.

## Distribució
- Jean-Claude Van Damme: Jacques Kristoff
- Tomas Arana: Mason Cole
- Laura Elena Harring: Galina Konstantin
- Susan Gibney: Madeline Kristoff
- Lucy Jenner: Natasha
- Jessica Bowman: Bailey Kristoff
- Kristopher Van Varenberg: Ethan Kristoff
- John Bishop: Texas Bob
- Dayton Callie: Lars

Kristopher Van Varenberg que interpreta el fill de Jacques Kristoff al film és el propi fill de Jean Claude Van Damme.